# Gugolzia bademia
Gugolzia bademia is een vliesvleugelig insect uit de familie Pteromalidae. De wetenschappelijke naam is voor het eerst geldig gepubliceerd in 2004 door Doganlar.